# Polynema lucidum
Polynema lucidum är en stekelart som beskrevs av Soyka 1956. Polynema lucidum ingår i släktet Polynema och familjen dvärgsteklar. Inga underarter finns listade i Catalogue of Life.